# Inno cletico
L'inno cletico (in greco antico: καλέω?,  "invocare") è un componimento poetico caratterizzato dall'invocazione ad una divinità.

## Struttura
L'inno cletico presenta una struttura composta da tre sezioni ben distinte:
epìklesis (ἐπίκλησις): invocazione vera e propria con eventuali epiteti e nome della divinità
omphalòs (ὀμφαλός): parte centrale che prevede la narrazione di eventi che hanno coinvolto la divinità
euché (εὐχή): preghiera, richiesta rivolta alla divinità
Non ci sono restrizioni riguardo al verso da utilizzare, ogni autore è libero di scegliere quello da lui preferito.

## Storia dell'inno
Omero è riconosciuto come inventore dell'inno cletico e le sue produzioni sono gli inni minori della raccolta inni omerici. L'inno a Ares è uno tra gli esempi più celebri di inno cletico della suddetta raccolta. In esso l'epìklesis va dai versi 1-8, l'omphalòs dai versi 9-15 e l'euché dai versi 15-18.
Un grande esempio di inno cletico è l'inno ad Afrodite di Saffo (VII-VI sec a.C.), elogio in cui la poetessa si rivolge ad Afrodite, protettrice del suo tiaso . La struttura dell'inno è quella già riportata sopra, con epiteti (immortale, dal trono variopinto) e richiesta alla divinità. Qui, l'epìklesis va dai versi 1-4, l'omphalòs dai versi 5-24 e l'euché dai versi 25-28.
Tuttavia alcuni studiosi ritengono che l'inno saffico abbia solo la forma del componimento cletico in quanto il contenuto è personale e non collettivo; è infatti l'invito ad Afrodite a scendere sulla terra e aiutare Saffo ad essere amata da una ragazza del tiaso che non vuole accettare l'amore.
È pur vero che nell'Iliade sono presenti diversi esempi di inni cletici personali e inoltre il componimento non si presenta come qualcosa di provato e totalmente individuale, ma come un pretesto per trasmettere un insegnamento al tiaso.
Un esempio di parodia dell'inno cletico viene proposto da Ipponatte (570 a.C. circa, dopo il 538 a.C.) che nel fr. 42a W. imita la lingua e lo stile omerico, di cui sono ripresi non solo il metro (esametro dattilico), ma anche la struttura vera e propria dell'inno. Il fine dell'autore sono l'ironia e lo scherno; quella di Ipponatte è una poesia parodica, imitazione deliberata con intento più o meno caricaturale esagerando i tratti della realtà imitata. In questo inno l'epìklesis corrisponde al v. 1, mentre l'euché va dal v. 2 al v. 6.